# Nephrotoma carinata
Nephrotoma carinata är en tvåvingeart som först beskrevs av Mannheims 1958.  Nephrotoma carinata ingår i släktet Nephrotoma och familjen storharkrankar. Inga underarter finns listade i Catalogue of Life.